# 全国高等学校野球選手権地方大会

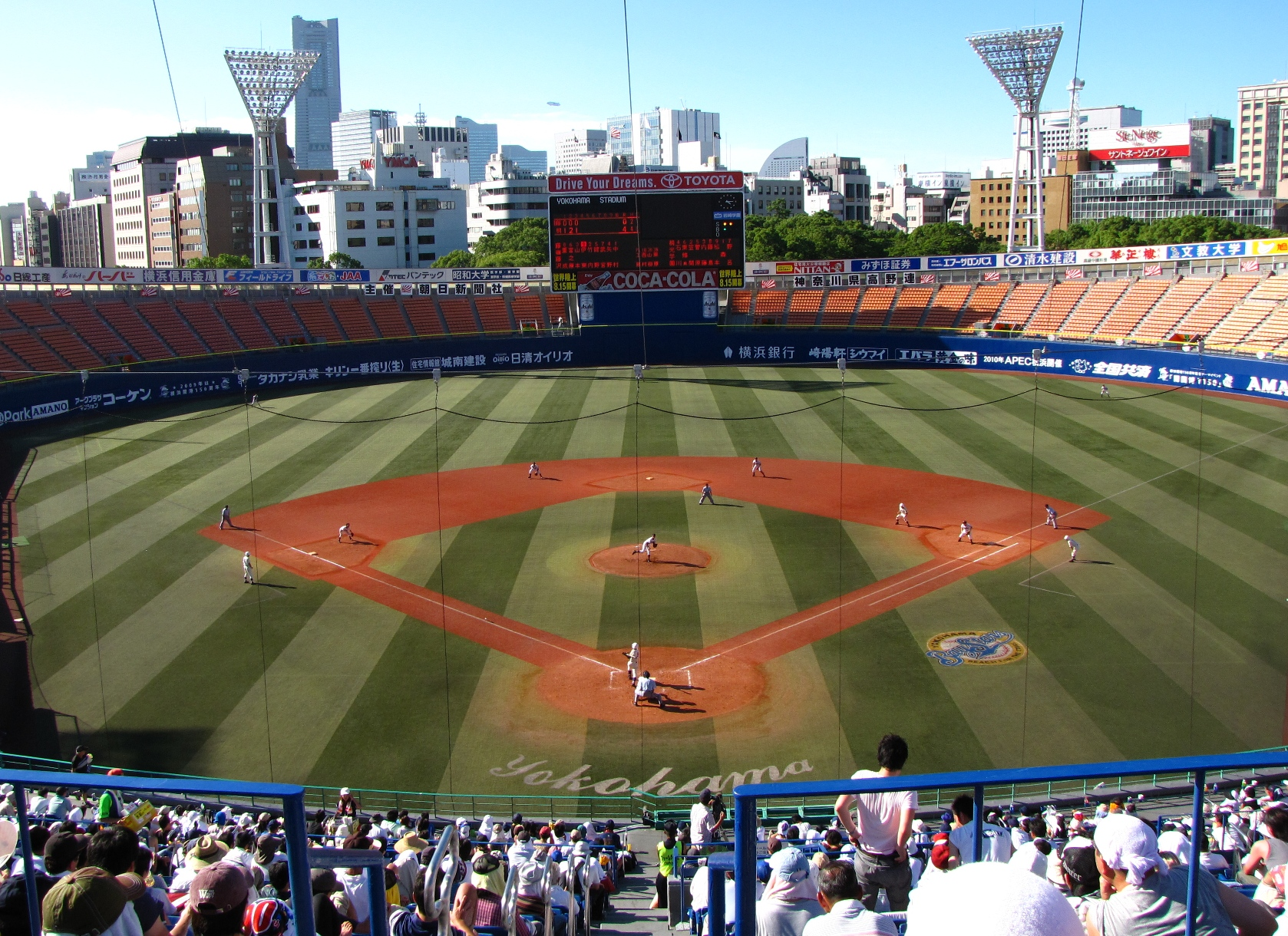
地方大会（神奈川大会）

全国高等学校野球選手権地方大会（ぜんこくこうとうがっこうやきゅうせんしゅけんちほうたいかい）は、全国高等学校野球選手権大会の代表校（出場校）を決定する野球大会。
もともと複数の道府県から成る「地方」が基本となっていた経緯から、北海道・東京で2大会ずつ、その他の45府県で1大会ずつの計49大会が基本となっている現在でも「地方大会」と称している。1958年（第40回）・1963年（第45回）・1968年（第50回）・1973年（第55回）・1978年（第60回）と5年ごとの記念大会で一府県一代表を実施し、以降は47都道府県から必ず1校は全国大会に出場するようになった。
1977年（第59回）までに消滅した地方大会については消滅した全国高等学校野球選手権地方大会の一覧を参照。
1998年（第80回）・2008年（第90回）は北海道・東京に加えて埼玉・千葉・神奈川・愛知・大阪・兵庫の6府県でも2大会、2018年（第100回）は8都道府県に加えて福岡でも2大会と、10年ごとの記念大会に限り増設される。
全国大会の事実上の予選に相当するが、「予選」という呼称は公式には用いられておらず、地方大会は全国大会から独立した大会とされている。
各地方大会で選手が着用するゼッケン（背番号）は高校側で用意するため、基本的にユニフォームに合わせたデザインのものを着用する。ただし、愛知のように白地の黒の番号で統一している大会もある。

## 概要
平年、梅雨のない北海道（南・北）の各支部予選と、梅雨が他の都道府県より1ヶ月程度早い沖縄大会が6月の段階から開幕し、その後は段階を追って残りの地方大会が開幕する。比較的参加校が多い神奈川県・大阪府などの大会の決勝戦が行われる7月下旬に全ての出場権獲得校が出揃う。
大会期日については「原則として夏休みまでの土、日曜日と、夏休みを利用して行う」とされている。
北海道（南・北）、福岡県、新潟県などの地方大会では、道県を数ブロックに分けた地区予選が導入されており、地区予選のブロック代表校が地方大会に出場する形式となっている。
選手宣誓は、組み合わせ抽選会においてその大会の回数の数字と一致した番号を引いた学校が選ばれる所が殆どだが、参加校が少ない大会は抽選となる。東西合同で開会式を行う東京では春季都大会優勝校の主将が宣誓を行う。
地方大会の入場曲は、大会行進曲や栄冠は君に輝くなどで、統一していない。
各野球場の外野席は内野席が満員になる時のみ開放される。
ウグイス嬢は高校生がアナウンスする（北海道など一部地域では男子生徒が行う場合もある）。背番号や出身中学校がアナウンスされる大会もある。
優勝校には優勝旗、優勝盾、優勝メダル、表彰状が、準優勝校には準優勝盾、準優勝メダルと表彰状が贈られる。準優勝校にも杯が贈られる大会もある。

### 地方大会の変遷
（画像として制作されています）

## 地方大会の一覧
全国大会開会式における北から南の選手入場順ではなく、日本高等学校野球連盟（高野連）準拠の都道府県順とした。
春季・秋季（関東のみ秋季は東京都を含まない）の各地区高等学校野球大会で適用される「地区」を併記するが、春季大会・秋季大会、ひいては高野連や各都道府県高等学校野球連盟（都道府県高野連）よりも地方大会のほうが歴史があり、加えて比較的短期間で優勝校（代表校）を決定しなければならない大会でもあるため、かつて行われていた複数の道府県を対象とする地方大会では「地区」をまたいだ編成も見られた。
| 地区   | 都道府県 | 現行                               | 過去                                                                      |
| ------ | -------- | ---------------------------------- | ------------------------------------------------------------------------- |
| 北海道 | 北海道   | 全国高等学校野球選手権北北海道大会 | ← 北海道大会 ← 東北大会                                                   |
| 北海道 | 北海道   | 全国高等学校野球選手権南北海道大会 | ← 北海道大会 ← 東北大会                                                   |
| 東北   | 青森県   | 全国高等学校野球選手権青森大会     | ← 奥羽大会 ← 北奥羽大会 ← 奥羽大会 ← 東北大会                             |
| 東北   | 岩手県   | 全国高等学校野球選手権岩手大会     | ← 北奥羽大会 ← 奥羽大会 ← 東北大会                                        |
| 東北   | 秋田県   | 全国高等学校野球選手権秋田大会     | ← 奥羽大会 ← 西奥羽大会 ← 奥羽大会 ← 東北大会                             |
| 東北   | 山形県   | 全国高等学校野球選手権山形大会     | ← 東北大会 ← 西奥羽大会 ← 東北大会 ← 奥羽大会 ← 東北大会                  |
| 東北   | 宮城県   | 全国高等学校野球選手権宮城大会     | ← 東北大会                                                                |
| 東北   | 福島県   | 全国高等学校野球選手権福島大会     | ← 東北大会                                                                |
| 関東   | 茨城県   | 全国高等学校野球選手権茨城大会     | ← 東関東大会 ← 北関東大会 ← 南関東大会 ← 関東大会                         |
| 関東   | 栃木県   | 全国高等学校野球選手権栃木大会     | ← 北関東大会 ← 関東大会                                                   |
| 関東   | 群馬県   | 全国高等学校野球選手権群馬大会     | ← 北関東大会 ← 関東大会                                                   |
| 関東   | 埼玉県   | 全国高等学校野球選手権埼玉大会     | ← 西関東大会 ← 南関東大会 ← 北関東大会 ← 関東大会                         |
| 関東   | 山梨県   | 全国高等学校野球選手権山梨大会     | ← 北関東大会 ← 西関東大会 ← 山静大会 ← 甲神静大会 ← 甲信越大会 ← 甲信大会 |
| 関東   | 千葉県   | 全国高等学校野球選手権千葉大会     | ← 東関東大会 ← 南関東大会 ← 関東大会                                      |
| 関東   | 東京都   | 全国高等学校野球選手権東東京大会   | ← 東京大会 ← 京浜大会 ← 関東大会 ← 東京大会                               |
| 関東   | 東京都   | 全国高等学校野球選手権西東京大会   | ← 東京大会 ← 京浜大会 ← 関東大会 ← 東京大会                               |
| 関東   | 神奈川県 | 全国高等学校野球選手権神奈川大会   | ← 南関東大会 ← 甲神静大会 ← 神静大会 ← 京浜大会 ← 関東大会                |
| 北信越 | 長野県   | 全国高等学校野球選手権長野大会     | ← 信越大会 ← 甲信越大会 ← 甲信大会 ← 北陸大会                             |
| 北信越 | 新潟県   | 全国高等学校野球選手権新潟大会     | ← 北越大会 ← 信越大会 ← 甲信越大会 ← 北陸大会                             |
| 北信越 | 富山県   | 全国高等学校野球選手権富山大会     | ← 北陸大会 ← 北越大会 ← 北陸大会                                          |
| 北信越 | 石川県   | 全国高等学校野球選手権石川大会     | ← 北陸大会                                                                |
| 北信越 | 福井県   | 全国高等学校野球選手権福井大会     | ← 福滋大会 ← 北陸大会                                                     |
| 東海   | 静岡県   | 全国高等学校野球選手権静岡大会     | ← 山静大会 ← 甲神静大会 ← 神静大会 ← 東海大会                             |
| 東海   | 愛知県   | 全国高等学校野球選手権愛知大会     | ← 東海大会                                                                |
| 東海   | 岐阜県   | 全国高等学校野球選手権岐阜大会     | ← 三岐大会 ← 東海大会                                                     |
| 東海   | 三重県   | 全国高等学校野球選手権三重大会     | ← 三岐大会 ← 東海大会                                                     |
| 近畿   | 滋賀県   | 全国高等学校野球選手権滋賀大会     | ← 福滋大会 ← 京滋大会 ← 京津大会                                          |
| 近畿   | 京都府   | 全国高等学校野球選手権京都大会     | ← 京滋大会 ← 京津大会                                                     |
| 近畿   | 奈良県   | 全国高等学校野球選手権奈良大会     | ← 紀和大会                                                                |
| 近畿   | 和歌山県 | 全国高等学校野球選手権和歌山大会   | ← 紀和大会 ← 関西大会                                                     |
| 近畿   | 大阪府   | 全国高等学校野球選手権大阪大会     | ← 関西大会                                                                |
| 近畿   | 兵庫県   | 全国高等学校野球選手権兵庫大会     |                                                                           |
| 中国   | 岡山県   | 全国高等学校野球選手権岡山大会     | ← 東中国大会 ← 山陽大会                                                   |
| 中国   | 鳥取県   | 全国高等学校野球選手権鳥取大会     | ← 山陰大会 ← 東中国大会 ← 山陰大会                                        |
| 中国   | 広島県   | 全国高等学校野球選手権広島大会     | ← 西中国大会 ← 山陽大会                                                   |
| 中国   | 島根県   | 全国高等学校野球選手権島根大会     | ← 山陰大会 ← 西中国大会 ← 東中国大会 ← 山陰大会                           |
| 中国   | 山口県   | 全国高等学校野球選手権山口大会     | ← 西中国大会 ← 山陽大会                                                   |
| 四国   | 香川県   | 全国高等学校野球選手権香川大会     | ← 北四国大会 ← 四国大会                                                   |
| 四国   | 愛媛県   | 全国高等学校野球選手権愛媛大会     | ← 北四国大会 ← 四国大会                                                   |
| 四国   | 徳島県   | 全国高等学校野球選手権徳島大会     | ← 南四国大会 ← 四国大会                                                   |
| 四国   | 高知県   | 全国高等学校野球選手権高知大会     | ← 南四国大会 ← 四国大会                                                   |
| 九州   | 福岡県   | 全国高等学校野球選手権福岡大会     | ← 北九州大会 ← 九州大会                                                   |
| 九州   | 佐賀県   | 全国高等学校野球選手権佐賀大会     | ← 西九州大会 ← 北九州大会 ← 九州大会                                      |
| 九州   | 長崎県   | 全国高等学校野球選手権長崎大会     | ← 西九州大会 ← 北九州大会 ← 九州大会                                      |
| 九州   | 熊本県   | 全国高等学校野球選手権熊本大会     | ← 中九州大会 ← 西九州大会 ← 南九州大会 ← 九州大会                         |
| 九州   | 大分県   | 全国高等学校野球選手権大分大会     | ← 中九州大会 ← 東九州大会 ← 南九州大会 ← 北九州大会 ← 九州大会            |
| 九州   | 宮崎県   | 全国高等学校野球選手権宮崎大会     | ← 南九州大会 ← 東九州大会 ← 南九州大会 ← 九州大会                         |
| 九州   | 鹿児島県 | 全国高等学校野球選手権鹿児島大会   | ← 南九州大会 ← 東九州大会 ← 南九州大会 ← 九州大会                         |
| 九州   | 沖縄県   | 全国高等学校野球選手権沖縄大会     | ← 南九州大会 ← 東九州大会 ← 南九州大会 ← 九州大会                         |

新型コロナウイルス感染症の影響で第102回全国高等学校野球選手権大会と全ての地方大会が中止された2020年には、地方大会の代替措置として、都道府県高野連が独自に主催する大会（独自大会）が全ての地区で実施された（各地方大会の記事を参照）。

## テレビ・ラジオ中継

### NHKでの中継
総合テレビでは、各地方大会の決勝戦（一部地域では準々決勝・準決勝も含む）を放送している。なお、関東・中京・近畿の各地区では総合テレビ・NHK Eテレ（教育テレビ）で地域を分担して決勝戦を中継している。同日に行われる決勝戦が多い場合一部の試合が録画中継となる。北海道地区では南北海道大会・北北海道大会ともに全道向け放送を行うが、中継試合が同日に重なった場合はローカル放送へ変更。札幌・函館・室蘭の各放送局では南北海道大会を、旭川・帯広・釧路・北見の各放送局では北北海道大会を中継する。なお旭川・帯広・釧路・北見の各放送局では南北海道大会、札幌・函館・室蘭の各放送局では北北海道大会の試合経過速報も随時伝えている。
- 「NHKプラス」では2020年は「東東京大会」のみ配信された[12]。

ラジオでは、各地の地方大会も生中継している。
- 多くの地区では原則として決勝戦が行われる球場での試合が中継され、その他の球場からは随時試合結果・経過速報を伝えている。
- 北海道地区では、ラジオ第1放送とFM放送（ラジオ第1放送が中継できない場合に限る）を使って中継（2013年まで各地の支部予選をブロック代表決定戦のみ道内各局別に放送[注 2]していた、2019年まで南北海道大会・北北海道大会は1回戦から全試合を中継していた）。南北海道大会と北北海道大会の日程が重複しない限り南北海道大会・北北海道大会ともに全道放送している。なお、日程が重複した場合は南北海道大会・北北海道大会で地域別にローカル放送を行う場合もある。
- 関東地区では東東京大会・西東京大会をラジオ第1放送で決勝戦のみ、その他はFM放送で準決勝・決勝を放送する。2019年から埼玉・千葉・神奈川は決勝のみに変更。2022年から栃木・群馬、2023年から茨城・千葉、2024年は埼玉・東東京・西東京は放送無し、2025年は東東京・西東京のみ放送。
- 国際放送「NHKワールド・ラジオ日本」および「NHKネットラジオ らじる★らじる」では地方大会の中継（春季・秋季も含む）が一切行われず[注 3]、中継のない他地域と同様に通常番組を放送・配信している。

2021年は東京オリンピック中継のため、7月24日以降日程の重複した地域では総合・Eテレのサブチャンネルで放送、テレビ・ラジオどちらかの中継を一切行わないなどの対応をする。

### 民放での中継
- テレビ宮崎を除くANN加盟(テレビ朝日系列)局によって中継される。かつては殆どのテレビ朝日系列局が地方大会の主会場開催の試合を開会式から決勝戦まで生中継していたが、スポンサー維持の難しさから中継期間は徐々に短縮された。ただし最近はSPORTS BULLを介し朝日新聞・朝日放送グループが運営する「バーチャル高校野球」で地方大会ほぼ全試合を配信している。テレビ朝日系列が地方に少なかった頃は、秋田テレビ・新潟総合テレビ・鹿児島テレビ[13](現在はフジテレビ系)、テレビ信州・福島中央テレビ(現在は日本テレビ系)などANN兼務(クロスネット)の局に担当させる地域も少なからず存在した。また複数局合同中継になっていた地域もある（秋田[14]や長野[15]など）。放送形態は以下の通り（テレビ朝日系列局の無い地区では他系列局や独立局が中継を担当）。なお、茨城県（民放テレビ局自体ない）・富山県・鳥取県・福岡県（テレビ朝日系列のKBCは情報・報道番組内で扱う）・佐賀県（テレビ朝日系列局はなく、フジテレビ系列のサガテレビのみ。全国大会関連番組への素材供給はKBCが担当）の地方大会は地上波民放テレビ局では中継されない（茨城県は後述する2011年に民放で放送した例外あり）。
- 2022年・104回大会で、スカイ・Aからの地方大会決勝戦中継が復活したが、全大会ではなく、スカイ・Aが厳選した10大会[16]を選んで、原則として地上波各局提供の映像をそのまま放送した。
  - 北海道 - 北海道テレビ（ANN）が南北海道大会決勝のみ中継(以前は北大会も放送していた)。2023年は南北両大会の決勝戦の会場が北広島市のエスコンフィールドHOKKAIDOで開催されたため北大会も中継された。
  - 青森県 - 青森朝日放送（ANN）が青森市営野球場で開催される開会式と準々決勝から決勝までの試合を生中継。
  - 岩手県 - 岩手朝日テレビ（ANN）が岩手県営野球場での試合を開会式・2回戦から決勝戦・閉会式まで生中継（花巻市総合運動公園野球場での試合も予備カードとして中継する場合あり）。
  - 宮城県 - 東日本放送（ANN）が開会式と準決勝・決勝までの試合を生中継（それ以外の試合は当日夕方にハイライトとしてまとめ放送）。
  - 秋田県 - 秋田朝日放送（ANN）が開会式とこまちスタジアムでの試合を決勝まで生中継。
  - 山形県 - 山形テレビ（ANN）が準決勝・決勝を生中継。
  - 福島県 - 福島放送（ANN）が開会式と3回戦から決勝まで生中継。
  - 栃木県 - とちぎテレビ（独立局）が開会式から決勝戦まで生中継。
  - 群馬県 - 群馬テレビ（独立局）が開会式から決勝戦まで生中継。
  - 埼玉県 - テレビ埼玉（独立局）が開会式と大宮公園野球場の試合を決勝戦まで生中継。
  - 千葉県 - 千葉テレビ放送（独立局）が千葉県野球場及びZOZOマリンスタジアムでの試合を中心に開会式から決勝まで生中継。2011年のみ、東日本大震災の震災報道の一環として、隣県の茨城県の決勝もあわせて録画中継した。
  - 東京都 - TOKYO MX（独立局）が開会式・準決勝以降の試合を中継。2016年までは神宮球場での準々決勝（東・西）以降の試合を中継。開局翌年の1996年大会から中継に参加し、以降しばらくは西東京を含む1回戦から中継していた。2006年以前はテレビ朝日（ANNキー局）も主に東西の準決勝以降の中継（準々決勝及び晩年の準決勝は録画・ダイジェスト形式含む）を行なっていた。
  - 神奈川県 - tvk（独立局）が開会式・開幕試合（横浜スタジアム）と保土ヶ谷球場開催分、および準々決勝以降（横浜スタジアム）の全試合を生中継。
  - 山梨県 - 山梨放送（NNN/NNS）が決勝戦のみ放送（テレビ、当日深夜に録画中継。ラジオ、生中継）。
  - 長野県 - 長野朝日放送（ANN）が開会式と3回戦から決勝まで中継。
  - 新潟県 - 新潟テレビ21（ANN）が開会式と準決勝・決勝まで中継。
  - 富山県 - 地上波民放テレビ局での中継が存在しない。ただしテレビ朝日系の全国大会関連番組への素材供給は北日本放送（NNN/NNS）が行う。
  - 石川県 - 北陸朝日放送（ANN）が1回戦から決勝まで中継。
  - 福井県 - 福井放送（NNN/NNS・ANN[注 4]クロスネット局）が決勝戦のみ中継。
  - 静岡県 - 静岡朝日テレビ（ANN）決勝を中継。
  - 岐阜県 - 岐阜放送（独立局）が長良川球場での準々決勝から決勝戦までの試合を中継。
  - 愛知県 - メ～テレ（ANN）が決勝を中継。
  - 三重県 - 三重テレビ（独立局）が地方大会1回戦から決勝戦まで生中継。
  - 滋賀県 - びわ湖放送（独立局）準決勝・決勝を中継。
  - 京都府 - KBS京都（独立局）が準決勝・決勝を中継。
  - 大阪府 - 朝日放送テレビ[注 5]（ANN）が決勝を生中継。
  - 兵庫県 - サンテレビ（独立局）が決勝を生中継。
  - 和歌山県 - テレビ和歌山（独立局）とラジオの和歌山放送が全試合を生中継。
  - 奈良県 - 奈良テレビ（独立局）が橿原公苑野球場の試合を3回戦から生中継。
  - 鳥取県 - 2021年以降、地上波民放テレビ局では中継されないが、以前は日本海テレビ（NNN/NNS）が中継していた。
  - 島根県 - 山陰放送（JNN）が準決勝・決勝を中継。
  - 岡山県・香川県 - 瀬戸内海放送（ANN）が、岡山・香川両大会の準決勝・決勝戦を中継（ごくまれに中継されない年あり）。放送対象の試合が同日に実施される場合、一方が生中継されもう一方は深夜に録画ダイジェストで放送される。
  - 広島県 - 広島ホームテレビ（ANN）が準決勝・決勝を中継。
  - 山口県 - 山口朝日放送（ANN）が準々決勝から決勝まで生中継。
  - 徳島県 - 四国放送（NNN/NNS）が2024年までテレビで決勝を中継していた。ラジオでは準々決勝から決勝を中継している。
  - 愛媛県 - 愛媛朝日テレビ（ANN）が1回戦から決勝まで生中継。
  - 高知県 - テレビ高知（JNN）が中継している。
  - 福岡県 - 九州朝日放送（ANN）が2021年まで決勝戦を中継していたが、2022年以降は「バーチャル高校野球」のみの配信に変更。
  - 長崎県 - 長崎文化放送（ANN）が開会式と3回戦から決勝まで中継。
  - 熊本県 - 熊本朝日放送（ANN）が3回戦から決勝まで中継している。
  - 大分県 - 大分朝日放送（ANN）が開会式と1回戦から決勝まで中継している。編成上、中継できない試合は各ケーブルテレビ局とリレー放送している。
  - 宮崎県 - 宮崎放送（JNN）[注 6]が決勝を中継している。
  - 鹿児島県 - 鹿児島放送（ANN）が準々決勝から決勝まで中継。
  - 沖縄県 - 琉球朝日放送（ANN）が準決勝・決勝を中継。（準決勝は年度によって1試合のみの中継になる場合がある）

民放ラジオによる地方大会の中継
- 県域民放テレビ局の無い茨城県ではAM局のLuckyFM茨城放送が中継を行っている。下記「バーチャル高校野球」内での中継配信ではラジオの実況音声そのままのものに独自の映像を付けた上で配信している。
- 県域民放AM局の無い群馬県ではFM局のFMぐんまが中継を行っている。
- かつてはテレビ朝日と関係を持っていた文化放送が東西東京・神奈川・千葉・埼玉県大会の決勝戦を中継していた時期がある。
- BSSラジオは民放テレビ局で放送されない鳥取大会を中継している（テレビは島根大会を担当。本社は鳥取県米子市にある）。
- 県域民放テレビ局での中継がない佐賀県ではAM局のNBCラジオ佐賀が決勝のみ中継を行っていた。
- 沖縄県では琉球放送（RBCiラジオ）・ラジオ沖縄のAM2局が平行して決勝戦の中継を行っている。

### ケーブルテレビでの中継
一部のケーブルテレビでも、都道府県大会（主に放送エリア内の球場・学校の試合）を中継しており、近年は地域密着を掲げるケーブルテレビのコンテンツのひとつとなっている。また一部の地域では実況に地元民放局のアナウンサーを起用する場合がある。
- 山梨県・富山県・高知県・佐賀県では1回戦から決勝戦まで生中継する。
- 北北海道・南北海道・ 愛知県・三重県・鳥取県・岡山県・徳島県・香川県・宮崎県ではNHKが中継する前の試合（主に準々決勝）まで生中継する。
- 長野県・静岡県・奈良県・山口県・長崎県では地上波の民間放送が中継する前の試合まで生中継する。
- 大分県では大分朝日放送（地上波の民間放送）とのリレー放送で生中継する。
- J:COMのサービスエリアである宮城県・茨城県・埼玉県・千葉県・東京都（東・西とも）・神奈川県・京都府・大阪府・兵庫県・山口県・福岡県の各都府県でも生中継が実施される[注 7]。

### インターネット中継
- 2014年は朝日新聞デジタルの高校野球サイト内で、2015年は「バーチャル高校野球」サイト内で一部地域の地方大会決勝戦（民間放送の中継、一部地域で準決勝も含む）を配信する[17]。2017年は地方大会の決勝が全て配信されるようになった[18]。さらに同年から一部地域では1回戦から開催全球場の全試合、テレビ中継が行われる球場の1回戦からの試合を配信する[19]。その一方で試合中継のタイムシフト動画は廃止され、決勝戦のダイジェストと最後の1球の配信のみとなった。その後2022年まではタイムシフト動画は有料配信となり、ダイジェスト動画は準決勝・決勝のみだったが、2023年はタイムシフト動画は無料となり、ダイジェスト動画は準々決勝から決勝までに拡大した。
- インターネット中継担当局は原則地上波中継の制作局が行うが、地上波では中継がない、またはテレビ朝日系列局以外の局が中継をする県の場合、配信は別途各地域のケーブルテレビ局が行う場合がある。
- テレビ朝日系列局の一部では中継の同時配信や、中継が中断する時間帯の配信を行う。